# ديك باريت
ديك باريت (بالإنجليزية: Dick Barrett)‏ هو سياسي أمريكي، ولد في 23 يوليو 1942. حزبياً، نشط في الحزب الديمقراطي. وقد انتخب عضو مجلس نواب مونتانا.